# 劉以鬯
劉以鬯，BBS，MH（1918年12月7日—2018年6月8日），原名劉同繹，字昌年，香港著名小說家、編輯，香港公開大學榮譽教授，上海出生，祖籍浙江宁波鎮海。其作品《對倒》及《酒徒》分別引發香港導演王家衛拍成電影《花樣年華》及《2046》。2010年，香港資深影評人黃國兆又把《酒徒》改編成電影。而劉以鬯的小說永遠有個令人出人意表的結局，當中作品《打錯了》更最能代表到他的創意與想法。亦多次公開表示從事小說創作的人，要是沒有創新精神與嘗試的勇氣，一定寫不出好作品。

## 生平
1918年12月7日，劉以鬯出生於上海。1941年，畢業於圣约翰大学，取得文學士學位。1942年春天，劉以鬯前往重慶，擔任《國民公報》和《掃蕩報》兩份抗戰大報的副刊編輯。1946年抗戰勝利後，返回上海，創辦了《和平日報》副刊，並成立了懷正文化社。
1948年，劉以鬯來港，曾任《香港時報》、《星島晚報》和《快報》的副刊編輯。1951年，劉以鬯成為《星島周報》的執行編輯及《西點》雜誌的主編。1953年，劉以鬯前往吉隆坡，擔任《聯邦日報》的總編輯。1985年1月，劉以鬯創辦了月刊《香港文學》，並一直擔任總編輯至2000年6月。2001年7月，劉以鬯獲得香港特區政府頒發的榮譽勳章，以表彰對香港文學事業發展的極大貢獻。劉以鬯曾擔任香港作家聯會的會長。
2009年，劉以鬯獲香港公開大學頒授創意寫作與電影藝術榮譽文學士課程榮譽教授榮銜。2011年，獲香港特區政府頒發銅紫荊星章，同年12月又獲香港公開大學頒授榮譽文學博士。2013年，獲香港藝術發展局頒發「2012香港藝術發展獎」之「傑出藝術貢獻獎」。2014年，劉以鬯獲嶺南大學頒授榮譽文學博士。2015年，再度獲香港藝術發展局頒發「2014香港藝術發展獎」之「終身成就獎」。
2018年6月8日下午2時25分，劉以鬯於香港柴灣東區醫院逝世，享年99歲。

## 作品年表
| 1951年     | 天堂與地獄                     | （短篇小說集，香港海濱書屋）                         |
| 1963年     | 酒徒                           | （長篇小說，香港海濱圖書公司）                       |
| 1977年     | 寺內                           | （中、短篇小說集，台灣幼獅文化事業公司）             |
| 1977年     | 端木蕻良論                     | （文學評論集，台灣世紀出版社）                       |
| 1979年     | 陶瓷                           | （長篇小說，香港文學研究社）                         |
| 1980年     | 劉以鬯選集                     | （小說、散文、評論合集，香港文學研究社）             |
| 1981年     | 天堂與地獄                     | （中、短篇小說集，廣州花城出版社）                   |
| 1982年     | 看樹看林                       | （文學評論集，香港書畫屋圖書公司）                   |
| 1984年     | 一九九七                       | （中、短篇小說集，台灣遠景出版公司）                 |
| 1985年     | 春雨                           | （中、短篇小說集，香港華漢文化事業公司）             |
| 1985年     | 短綆集                         | （文學評論集，北京中國友誼出版公司）                 |
| 1991年     | 劉以鬯卷                       | （小說、詩、散文、評論合集，香港三聯書店）           |
| 1993年     | 島與半島（页面存档备份，存于） | （長篇小說，益出版事業有限公司）                     |
| 1993年4月  | 酒徒                           | （金石圖書貿易有限公司）                             |
| 1994年     | 黑色裏的白色 白色裏的黑色      | （中、短篇小說集，獲益出版事業有限公司）             |
| 1994年9月  | 劉以鬯的實驗小說               | （小說集，北京人民大學出版社）                       |
| 1995年     | 蟑螂（英譯本）                 | （中、短篇小說集，香港中文大學翻譯中心）             |
| 1995年5月  | 他有一把鋒利的小刀             | （長篇小說，獲益出版事業有限公司）                   |
| 1995年12月 | 劉以鬯中篇小說選               | （中篇小說集，香港作家出版社）                       |
| 1997年8月  | 見蝦集                         | （散文集，遼寧教育出版社）                           |
| 1998年10月 | 龍鬚糖與熱蔗                   | （小說、隨筆合集，北京新世紀出版社）                 |
| 2000年7月  | 酒徒                           | （長篇小說，北京解放軍文藝出版社）                   |
| 2000年12月 | 對倒                           | （長、短篇小說集，獲益出版事業有限公司）             |
| 2001年2月  | 對倒                           | （長、短篇小說集，北京作家出版社）                   |
| 2001年4月  | 打錯了                         | （微型小說集，獲益出版事業有限公司）                 |
| 2001年5月  | 劉以鬯小說自選集               | （中、短篇小說集，天津百花文藝出版社）               |
| 2001年9月  | 不是詩的詩                     | （小說、散文、劇本、評論合集，獲益出版事業有限公司） |
| 2001年12月 | 過去的日子                     | （中短篇小說集，上海百家出版社）                     |
| 2002年7月  | 暢談香港文學                   | （評論、隨筆合集，獲益出版事業有限公司）             |
| 2003年4月  | 對倒（法譯本）                 | （長篇小說，法國Editions Philippe Picquier）         |
| 2003年6月  | 他的夢和他的夢                 | （小說、散文，明報出版社有限公司）                   |
| 2003年7月  | 酒徒                           | （獲益出版事業有限公司）                             |
| 2004年10月 | 多雲有雨                       | （三聯書店（香港）有限公司）                         |
| 2005年4月  | 異地．異景．異情               | （香港文匯出版社有限公司）                           |
| 2005年4月  | 香港原創文學叢書               | （香港文匯出版社有限公司）                           |
| 2005年5月  | 模型．郵票．陶瓷               | （獲益出版事業有限公司）                             |
| 2009年1月  | 劉以鬯小說選                   | （明報月刊出版社, 新加坡青年書局）                   |
| 2010年7月  | 甘榜                           | （獲益出版事業有限公司）                             |
| 2010年11月 | 熱帶風雨                       | （獲益出版事業有限公司）                             |
| 2011年7月  | 吧女                           | （獲益出版事業有限公司）                             |
| 2016年7月  | 香港居                         | （獲益出版事業有限公司）                             |
| 譯文       |                                |                                                      |
| 1974年     | 人間樂園                       | 喬也斯‧卡洛兒‧奧茨原著（香港今日世界出版社）         |
| 1980年     | 娃娃谷                         | 積琦蓮‧蘇珊原著（香港青島出版社）                    |
| 1982年     | 莊園                           | 以撤‧辛格原著（台灣遠景出版公司）                    |

## 外部連結
- 存在主義對劉以鬯《對倒》的影響 （页面存档备份，存于）